# Хипероксија
Хипероксија је термин којим се описује концентрације кисеоника веће од оних које се нормално срећу у природи. Слично хипоксији, не постоји јасна дефиниција хипероксије. Међутим, хипероксија се обично сматра нивоом кисеоника изнад његове засићености (која је > 100% засићености кисоником). Тако нивои кисеоника у студијама у вези са хипероксијом могу да варирају, на пример, од 105% до 390% засићености кисеоника. 

## Општа разматрања о хипероксији
Два важна извора хипероксије у воденој средини су:
- природна појава фотосинтетских организама

- вештачко додавање кисеоника у аквакултури
- експериментална прекомерна оксигенација 100% кисеоником у барокоморама.

У природи случајеви, са екстремним нивоом хипероксије као што је она са 400% засићења кисоником изузетно су примећени, у подучјима  плиме и осеке који се налазе високо у међуплимној зони. 
Хипероксија се такође вештачки може добити у процесу производње рибе у мрестилиштима вештачким додавање кисеоника у аквакултури и у експериментима прекомерном оксигенацијом 100% кисеоником. У водном окружењу са интензивним мехурићем ваздуха, може се постићи 100% засићења кисоника (без мешања биотичких фактора). Међутим, пошто размена гасова између воде и атмосфере има ограничења, природна водена средина често показује вредности засићености кисеоником близу 80% (отприлике 6 мг кисоника по литру на 25 °C – што се сматра нормоксијом) и знатно је испод хипероксије.
Хипероксија, или висок притисак кисоника, индукује експресију хем-оксигеназа 1 (HO-1) у неколико типова ћелија, укључујући ендотелне ћелије и фибробласте. Од прекомерна експресија HO-1 или након излагање угљен-моноксиду ћелије алвеоларног епитела  се од смрти могу заштитити излагањем хипероксији.
Третман инхибитором п38 МАПК или пролазна трансфекција са доминантно негативним мутантима п38β или митогеном активираном протеин киназом киназом-3 (МКК3) елиминисао је цитопротективни ефекат угљен-моноксида против хипероксије. Недавне студије су такође имплицирале СТАТ3 као посредника антиапоптотичке заштите зависне од угљен-моноксида од хипероксичне повреде плућних ћелија.

## Токсичност хипероксије
Кисеоник је есенцијални елемент неопходан еукариотима да оксидирају хранљиве материје током ћелијског дисања и добију већину своје енергије. Терапија суплементацијом кисеоником се даје превремено рођеним бебама и одраслим особама са тешким респираторним дистресом. Међутим, од 1870-их истраживачи су извештавали о токсичним ефектима хипероксије, након изложености парцијалним притисцима кисеоника вишим од атмосферских (21%). 
Хипероксија је једно од многих патолошких стања које повећавају производњу реактивних врста кисеоника (РОС), што доводи до интрацелуларног оксидативног стреса. Митохондрије су и извори и мете ових РОС који оксидативним стресом посредован хипероксијом нарушава биоенергетику митохондрија, индукује оксидацију митохондријалне ДНК, липида и протеина и на крају може довести до смрти ћелије и повреде органа. Многи докази показују да антиоксиданти циљани на митохондрије могу заштитити од хипероксичног оштећења, што сугерише обећавајућу стратегију против токсичности митохондријалног кисеоника повезаног са терапијама кисеоником.

## Нерешена питања
Кисеоник је виталан и токсичан за живот. Молекуларни кисеоник је најчешће коришћени супстрат у људском телу и потребан је за неколико стотина различитих биохемијских реакција. Откриће ПХД-ХИФ-пВХЛ система је револуционисало наше фундаментално разумевање сензора кисеоника и ћелијске адаптације на хипоксију. То је продубило наше знање о биохемијским основама бројних болести, од анемије до рака. Ћелијска дисфункција и патологија ткива могу бити резултат неусклађености снабдевања и потражње кисеоника. Недавни рад је показао да модели митохондријске болести показују хипероксију ткива и да се патологија болести може преокренути нормализацијом вишка кисеоника (хипероксије), што сугерише да се одређена стања болести могу потенцијално лечити модулацијом нивоа кисеоника.
И поред ових сазнања много тога остаје непознато о ћелијским одговорима на хипероксију. Све је више доказа да је вишак кисеоника токсичан на ћелијском и системском нивоу из разлога који нису у потпуности схваћени. Испоруку кисеоника треба сматрати терапијом коју треба примењивати када је индиковано, титрирати да би се задовољиле потребе ткива за кисеоником и прекинути када више није потребно да би се минимизирали токсични системски нежељени ефекти. Важно је избегавати додатак кисеоника осим ако је то апсолутно индиковано код пацијената са митохондријском болешћу, са доказима који указују да су патологија и прогресија болести повезани са ткивном и венском хипероксијом и да нормализација хипероксије може имати драматична фенотипска побољшања, укључујући продужење живота. 
Будућа истраживања би требало да имају за циљ да открију како ћелије и ткива осећају, реагују и прилагођавају се на хипероксију, као и механизме помоћу којих су одређени органи толерантнији на хипероксију од других. 
Бројна сазнања из истраживања кисеоника изгледају сјајно јер могу открити трагове за лечење неуролошких и кардиоваскуларних болести, митохондријалне дисфункције, протеотоксичних стања, допаминергичке неуродегенерације, малигнитета изазваних абнормалном сигнализацијом хипоксије и старења. 
Прешли смо дуг пут од времена вожње балоном и експедиција на велике висине. Ипак, преостаје безгранична неистражена територија за истраживање успона и падова метаболизма кисеоника. Ту треба укључити и одговоре на то како ћелије и организми осећају и прилагођавају се хипероксији? Да ли постоје људске болести које су дефинисане хипероксијом ткива које се могу кориговати нормализацијом парцијалним притиском кисеоника у ткивима хипоксијом?